# Vlajka

Steagul mișcării.

Vlajka a fost o mișcare politică de natură fascistă și naționalistă cehă din Cehoslovacia, activă înainte și în timpul celui de-al Doilea Război Mondial.